# Felix Sturm
Felix Sturm, född som Adnan Ćatić, 31 januari 1979 i Leverkusen, är en tysk professionell boxare. Hans föräldrar kom från Bosnien och Hercegovina och han är dessutom medborgare i Tyskland. Sturm blev fem gånger världsmästare i mellanvikt hos olika boxningsförbund.

## Som amatör
Sturm vann i sin viktklass vid juniorvärldsmästerskapen 1997 under sitt födelsenamn. Under samma år säkrade han en silvermedalj vid tyska mästerskapen för amatörer och 1998 samt 1999 blev han tysk mästare. Sturm deltog vid Europamästerskapen i amatörboxning 2000 i Tammerfors och vann sin viktklass. Han tävlade i olympiska sommarspelen 2000 och nådde kvartsfinalen.

## Som proffsboxare
Året 2001 började Sturm som proffsboxare och redan vid andra kampen september 2003 vann han mot Héctor Velazco som var världsmästare hos boxningsförbundet WBO. Förbundet hade vid tiden inte samma anseende jämförd med senare. Han försvarade titeln mot Rubén Varón från Spanien. Sedan fick Sturm tillfälle att boxa mot Oscar de la Hoya som hade världsmästarbälten av förbunden IBF, WBA och WBC, däremot i superweltervikt. Kampen som ägde rum i Las Vegas deklarerades som tävling i mellanvikt. Domarna från USA menade att la Hoya hade en liten fördel. Den tyska pressen betraktade resultatet som en skandal och det amerikanska tv-bolaget HBO som var en av tävlingens arrangörer utgav Sturm i början som vinnare.
Mellan juli och mars 2006 var Sturm tillfällig världsmästare hos förbundet WBA. I april 2007 gjorde han åter en kamp mot Javier Castillejo som han vann och han fick WBA-titeln tillbaka. Fram till juli 2009 försvarade Sturm bältet sju gånger. På grund av en rättsstrid med Universum Box-Promotion där Sturm tidigare var anställd behövde han inte försvara titeln mot Gennadij Golovkin. Han blev i stället utnämnd som ”Super Champion”. Sturm fortsatte karriären och vann två matcher. I juni 2011 fick han en boxningskamp mot Matthew Macklin som var mästare av det europeiska boxningsförbundet EBU. Sturm vann kampen efter punkter men domen var mycket omstridd. Den följande tävlingen mot Martin Murray slutade oavgjord. Efter en vinst mot Sebastian Zbik som föregicks av hotfulla verbala attacker fick Sturm en kamp mot Daniel Geale. Striden ägde rum i september 2012 och Geale vann efter punkter. Sturm förlorade även mot Sam Soliman i oktober 2013 men matchens resultat annullerades. Enligt ett första prov hade Soliman tagit ett dopningsmedel. En tysk domstol fastslog senare att Soliman var ren. Sturm blev i december 2013 IBF-världsmästare efter vinst mot Darren Barker och i maj 2014 blev han åter besegrad av Sam Soliman. I maj 2015 blev han av med sitt WBA-bälte som han i februari 2016 vann tillbaka.
Hans senaste kamp var en vinst mot Benjamin Blindert i februari 2025. Sturm meddelade samtidigt att han åter tänker vinna ett världsmästarbälte.

## Dopning och andra rättsfall
I ett prov som tagits efter kampen i februari 2016 hittades Stanozolol. Sturm meddelade sedan att han överlämnar alla sina titlar. Därför blev han inte avstängd av WBA och det tyska förbundet för proffsboxare (BDB). Efter ett slagsmål i Leverkusen fick Sturm under året 2005 betala böter men han registrerades inte som mottagare av en rättslig bestraffning. Det ändrade sig 2019 när han dömdes för skattebrott och han fick villkorlig frigivning. Sedan upptogs dopningsfallet i förhandlingarna och ytterligare skattebrott blev kända. Sturm fick ett frihetsstraff över tre år som ändrades till två år och fyra månader när det visade sig att skadan var mindre än påtänkt.
Han avtjänade straffet i flera steg. Sturm var flera gånger häktad i väntan på rättegång. Därför är tiden mellan hans boxningskamper mindre än 1,5 år.